# Miles Stapleton

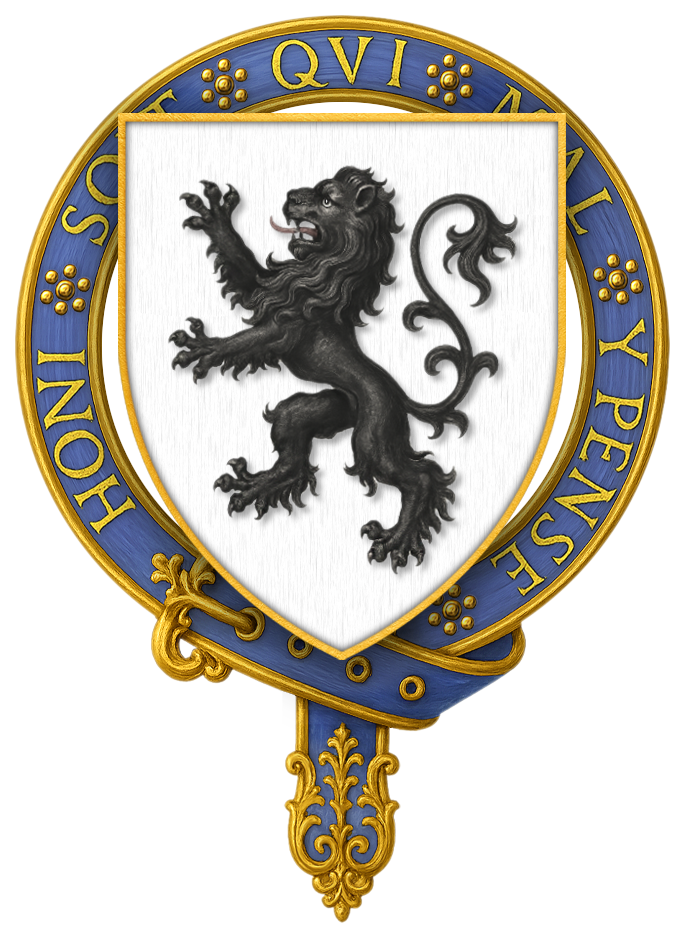
Wappen des Sir Miles Stapleton als Ritter des Hosenbandordens

Sir Miles Stapleton of Bedale and Ingham (* um 1320; † 1364) war ein englischer Ritter. 
Er war der älteste Sohn des Sir Gilbert Stapleton († 1321) und Enkel des Miles Stapleton, 1. Baron Stapleton († 1314). Seine Mutter war Agnes (auch Matilda) Fitzalan.
Aus dem Nachlass seines Großvaters mütterlicherseits, Brian Fitzalan of Bedale, erbte er die Landgüter Bedale, Askham Brian und Cotherstone in Yorkshire.
Er kämpfte in den Kriegen König Eduards III. in Frankreich, so 1342 in der Bretagne und 1347 bei der Belagerung von Calais. Am 23. April 1348 nahm ihn Eduard III. als Gründungsmitglied in den Hosenbandorden auf. 1349, 1354 und 1356 kämpfte er erneut in Frankreich.
Im Januar 1358 entsandte ihn Eduard III. auf eine diplomatische Mission zu Philipp von Navarra, 1360 war er an den Verhandlungen zum Friede von Brétigny beteiligt. 1363 unternahm er eine Preußenfahrt zur Unterstützung des Deutschen Ordens gegen die Litauer. Im Januar 1364 reiste er nach Frankreich um die Erbfolge des Jean de Montfort als Herzog von Bretagne zu unterstützen. In der Schlacht von Auray am 29. September 1364 wurde er verwundet und starb noch im selben Jahr an seinen Verletzungen.
Er war zweimal verheiratet. Aus erster Ehe hatte er einen Sohn, John, der bereits 1355 starb. In zweiter Ehe heiratete er 1350 Joan, Tochter und Co-Erbin des Oliver de Ingham und Witwe des Roger Lestrange of Knockin. Durch diese Ehe wurde er auch Gutsherr von Ingham in Norfolk. Er ließ die Kirche von Ingham wiederaufbauen und siedelte dort ein Kloster an. In dieser Kirche wurde er nach seinem Tod auch begraben. Aus zweiter Ehe hinterließ er einen Sohn und Erben namens Miles.